# Plný text
Plný text je podle České terminologické databáze knihovnictví a informační vědy „plná verze textového sdělení zpřístupněná při jeho komunikování formou elektronického dokumentu. Obvykle se vymezuje negativně jako protiklad k redukovanému textu nebo k bibliografické informaci o dokumentu“. Plné texty mohou být v online prostředí rozptýlené volně na internetu nebo systematicky shromažďovány ve fulltextových (plnotextových) databázích. Vyhledávání, které se provádí v plných textech, se nazývá fulltextové (plnotextové) vyhledávání.